# Киршенблат, Яков Давидович
Я́ков Дави́дович Киршенбла́т (Kirschenblat, Kirshenblat; 10 (23) июля 1912, Тифлис, Тифлисская губерния — 20 октября 1980, Черновцы, Украинская ССР) — видный советский биолог (эндокринолог, физиолог, энтомолог, зоолог, паразитолог); впервые описал группу выделяемых насекомыми в целях передачи информации пахучих веществ — телергонов (в том числе феромонов), описал ряд новых видов жуков, клещей и червей, внёс существенный вклад в таксономику паразитирующих ленточных червей, гельминтологию и колеоптерологию, разработал один из первых анализов на раннюю беременность. Доктор биологических наук (1951), профессор, заведующий кафедрой физиологии человека Черновицкого медицинского института (1954—1980).

## Биография
Родился в Тифлисе в интеллигентной еврейской семье. Отец — известный в городе медик, врач-терапевт Давид Абрамович Киршенблат (14 июля 1879 — 8 мая 1959), мать — Фаня Яковлевна Киршенблат (урождённая Примакова, 1882—1980). С 15 лет жил в Ленинграде, работал грузчиком в порту, был вольнослушателем в университете. Окончил биологический факультет Ленинградского государственного университета в 1932 году в возрасте 20 лет. Работал в протозоологической лаборатории В. А. Догеля, а после окончания университета — в физиологической лаборатории Всесоюзного института животноводства под руководством М. М. Завадовского. После окончания аспирантуры (1934—1937) был назначен ассистентом кафедры зоологии института, а также секретарём Ленинградского отделения АН СССР.
Вскоре после окончания университета описал новые виды клещей: Ixodes transcaucasicus, 1934; Ixodes diversicoxalis, 1935; Ixodes laguri armeniacus и Ixodes laguri laguri, 1938. Внёс значительный вклад в классификацию жёсткокрылых: описал множество новых видов хищных жуков—стафилинидов (Philonthus menetriesi, Philonthus (Neobisnius) decoloratus и Bisnius psyllophagus, 1933; Aleochara citellorum , Xylodromus sassuchini и Xylodromus uralensis, 1936; Staphylinus, Staphylinus ussuriensis и Heterothops tenuiventris, 1937; Zeteotomus dilatipennis, 1948; Bisnius pholeophilus, Bolitochara sogdianus, Bisnius (Philonthus) arenarius и Scaphidium rubrithorax, 1950; Deleaster (Anthobium) bergi, 1959; и другие) и охарактеризовал распространение ряда других видов жуков в Забайкалье и в различных регионах Поволжья, в том числе Xilodromus concinnus (1936) — подсемейство Omaliinae, Coprophilus (zonoptilus) pennifer (1937), Coprophilus (zonoptilus) piceus (1937), Coprophilus (zonoptilus) rufipennis (1937), Bledius gallicus (1937), Anotylus bernhaueri (1937) и Anotylus insecatus (1937) — подсемейство Oxytelinae, и ряда других.
Род жёстокрылых Philonthus получил эпонимическое название Kirschenblatia в честь учёного. Коллекция собранных Я. Д. Киршенблатом образцов жуков-стафилинов теперь хранится в Отделе жёсткокрылых лаборатории таксономии насекомых Зоологического института АН Российской Федерации. В 1939 году Я. Д. Киршенблат впервые выявил и описал грибок—возбудитель лёгочного адиаспиромикоза Rhinosporidium pulmonale, впоследствии установил его идентичность с описанным другими авторами Emmonsia crescens.
Разделил род ленточных червей Andrya на два подрода (Andrya и Aprostatandrya, 1941), описал новые виды ленточных червей, паразитирующих на закавказских полевых мышах (Soboliphyme hirudiniformis, Paranoplocephala brevis, Oxyporus melanocephalus и Paranoplocephala caucasica, 1938; Andrya montana, 1941; Multiceps endothoracicus, 1948; Catenotaenia cricetorum и Catenotaenia citelli, 1949, и другие), исследовал ареал и особенности физиологии гельминтов грызунов Грузии и Армении.
25 июня 1937 года в Армении был расстрелян его брат (по отцу) — врач-терапевт Михаил Давыдович Киршенблат (1905—1937). Перед войной Я. Д. Киршенблат защитил кандидатскую диссертацию («Закономерности динамики паразитофауны мышевидных грызунов Закавказья», 1938, издана в книжной форме). После нападения немцев на СССР ушёл на передовую — был старшим полковым врачом, командиром санитарного взвода, награждён медалью «За оборону Ленинграда».
После войны, ещё не демобилизовавшись, начал обучение на лечебном факультете в 1-й Ленинградском медицинском институте.
В послевоенные годы занимался физиологией и биохимией ленточных червей, в 1946—1953 годах — старший научный сотрудник в Институте акушерства и гинекологии Академии медицинских наук СССР (докторская диссертация, 1951), где разработал один из первых тестов на беременность (для 7—14 недель, реакция Киршенблата—Гербильского, 1947), основанный на изученных им семенных реакциях карпообразных (вьюнков), головастиков и лягушек, описал её применение для количественного определения хорионического гонадотропина в тканях и жидкостях (1950). Был уволен из института в ходе «дела врачей», восстановлен после смерти Сталина, но вскоре переехал в Черновцы, где получил должность заведующего кафедрой физиологии человека в местном медицинском институте (1954). Занимался физиологией и фармакодинамикой кортикостероидных гормонов надпочечников, сравнительной эндокринологией гипофиза и яичников, терапией нарушений менструального цикла, экспериментальной ихтиологией. Одновременно продолжал научное описание собранной им ещё в середине 1930-х годов коллекции жёсткокрылых.
В 1957 году опубликовал первое описание выделяемых насекомыми для обмена информацией пахучих субстанций, названных им телергонами, в работах «Телергоны и их биологическое значение» (Труды ленинградского общества естествоиспытателей, 1957) и «Классификация некоторых биологически активных веществ, вырабатываемых животными» (Успехи современной биологии, Ленинград, 1958). В 1962 году предложил детальную классификацию телергонов (в том числе и феромонов), которая за рубежом распространения не получила. Автор учебников по эндокринологии для студентов университетов («Общая эндокринология», 1965 и 1971, «Практикум по эндокринологии», 1969), научно-популярных книг по биологии («Телергоны — химические средства воздействия животных», 1968), монографий «Сравнительная эндокринология яичников» (1973), «Телергоны — химические средства взаимодействия животных» (1974).
Кавалер ордена «Знак Почета», профессор, в 1954—1980 годах заведовал кафедрой нормальной физиологии Черновицкого медицинского института, где среди прочего организовал лабораторию электрофизиологии мозга (1966). В 2003 году в Черновцах прошла международная научная конференция «Физиология регуляторных систем», посвящённая Я. Д. Киршенблату. В его честь Буковинской государственной медицинской академией для студентов была установлена стипендия имени Киршенблата (1994), его имя носит кафедра физиологии человека.

## Семья
- Дядя — Александр Яковлевич Примаков (1898—1938), еврей[23], врач единого Бакинского железнодорожного диспансера, был расстрелян[24] в Тбилиси 30 апреля 1938 года как «член террористической и диверсионно-вредительской организации, осуществившей 1 декабря 1934 года злодейское убийство товарища С. М. Кирова и подготовлявшей в последующие годы (1934—37) массовый террор путём проведения бактериологической диверсии на транспорте»[25]. Другой дядя — Иосиф Яковлевич Примаков, журналист, издавал в Тифлисе еженедельную газету «Инородцы», которая выходила с 1907 года и уже в 1908 году была закрыта цензурой[26][27]; автор книги «Исповедь экспроприатора» (повесть, Тифлис: Скоропечатня «Братство», 1908)[28][29].
- Дети от первого брака — Юрий Яковлевич Киршенблат, фотограф; Борис Яковлевич Киршенблат (UA1AAF), программист, тренер радиоспортсменов в центре «Союз радиолюбителей России» Ассоциации любителей радиосвязи (Санкт-Петербург), руководитель секции радиолюбителей при Доме детского технического творчества Центрального района Санкт-Петербурга; дочь Ирина[30].
- Жена — Софья Константиновна Киршенблат.
  - Сын — Владимир Яковлевич Киршенблат (род. 1950), украинский учёный-медик, кардиолог, главный терапевт Черновцов[31].
- Двоюродный брат — политолог и политик Евгений Максимович Примаков.
- Внучатая племянница (внучка брата, Михаила Давыдовича Киршенблата, 1905—1937, и Натана Яковлевича Гринфельда) — политолог Лия Гринфельд[32].

## Монографии
- Закономерности динамики паразитофауны мышевидных грызунов. Л.: Ленинградский государственный университет, 1938.
- Практическое акушерство под редакцией проф. А. П. Николаева при участии С. М. Беккера, Я. Д. Киршенблата, М. Ф. Леви, А. Ю. Лурье. Киев: Здоров'я, 1958.
- Общая эндокринология. М.: Высшая школа, 1965 (второе издание — 1971).
- Телергоны — химические средства воздействия животных. М.: Наука, 1968 (переиздана расширенным изданием в 1974 году под названием «Телергоны — химические средства взаимодействия животных»).
- Практикум по эндокринологии (для биологических специальностей университетов). М.: Высшая школа, 1969.
- Сравнительная эндокринология яичников. АН СССР. М.: Наука, 1973.

### Некоторые статьи
- Киршенблат Я. Д. Определительные таблицы жуков стафилинид живущих в гнездах млекопитающих и птиц // Вестник микробиологии эпидемиологии и паразитологии Саратов, 1937. Т. 16. Вып. 1-2. С. 227—242.
- Киршенблат Я. Д. Staphylinidae // Определитель жесткокрылых европейской части СССР. Под ред. Бей-Биенко. Л., Наука, 1965. С. 111—156.